# Chüebodensee
Der Chüebodensee ist ein Bergsee im Sernftal im Kanton Glarus in der Schweiz.
Er liegt oberhalb von Elm auf einer Höhe von etwa 2046 m ü. M. in einer kleinen Mulde und ist 1,4 Hektar gross. Er hat einen oberirdischen Abfluss. Das Wasser verschwindet jedoch nach einigen Metern in einer Felsspalte.

## Erreichbarkeit
Von Elm führt eine Gondelbahn zur Bergstation Ämpächli. Von dort gelangt man auf einer acht Kilometer langen Rundwanderung zum See und wieder zurück. Die Wanderung dauert vier Stunden und bietet Sicht auf die Glarner Hauptüberschiebung (UNESCO-Welterbe) und das Martinsloch.
Baden und mit kantonaler Bewilligung Fischen sind im See erlaubt.

## Weblinks

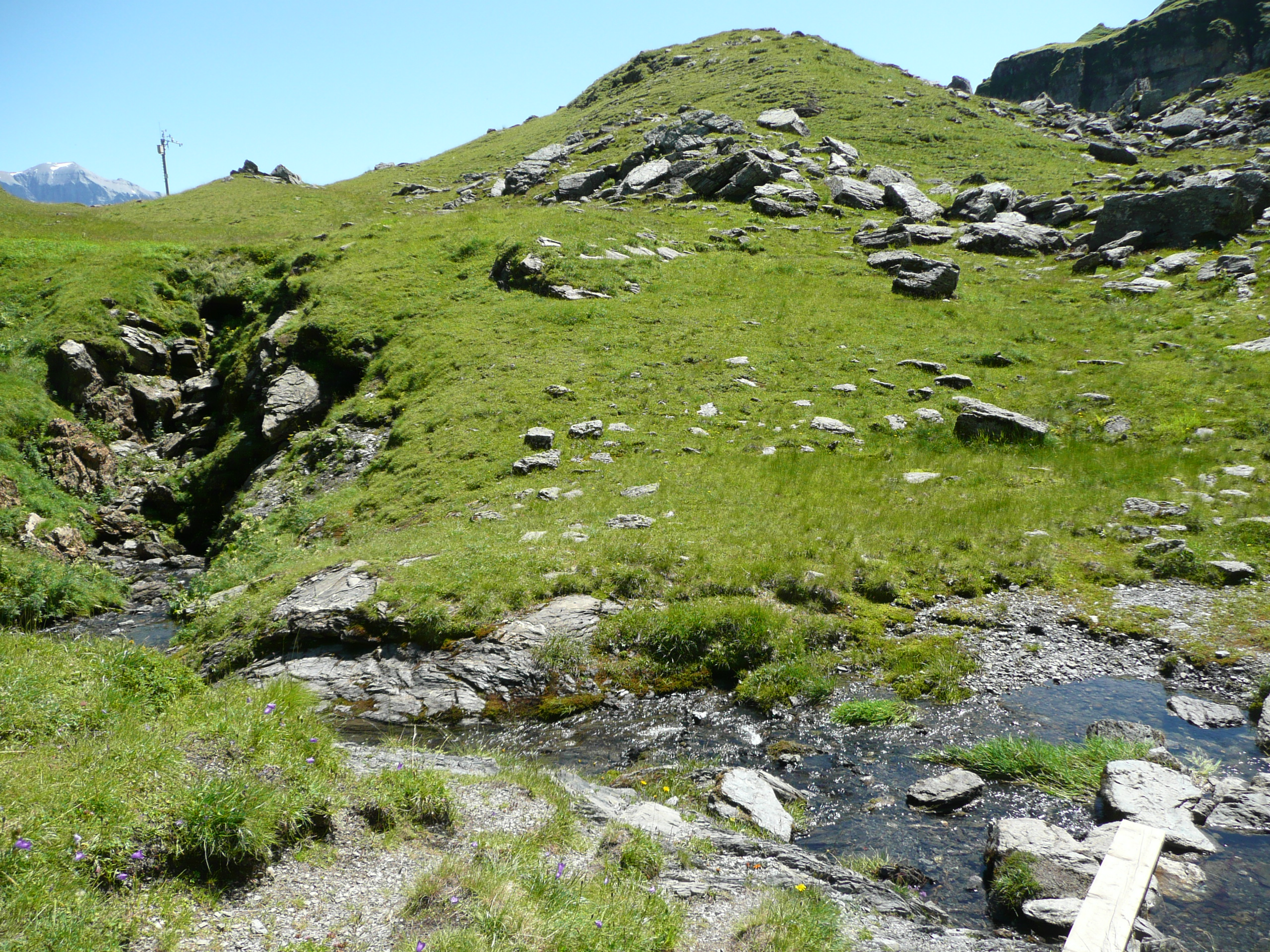
Abfluss aus dem Chüebodensee